# Artur Malawski

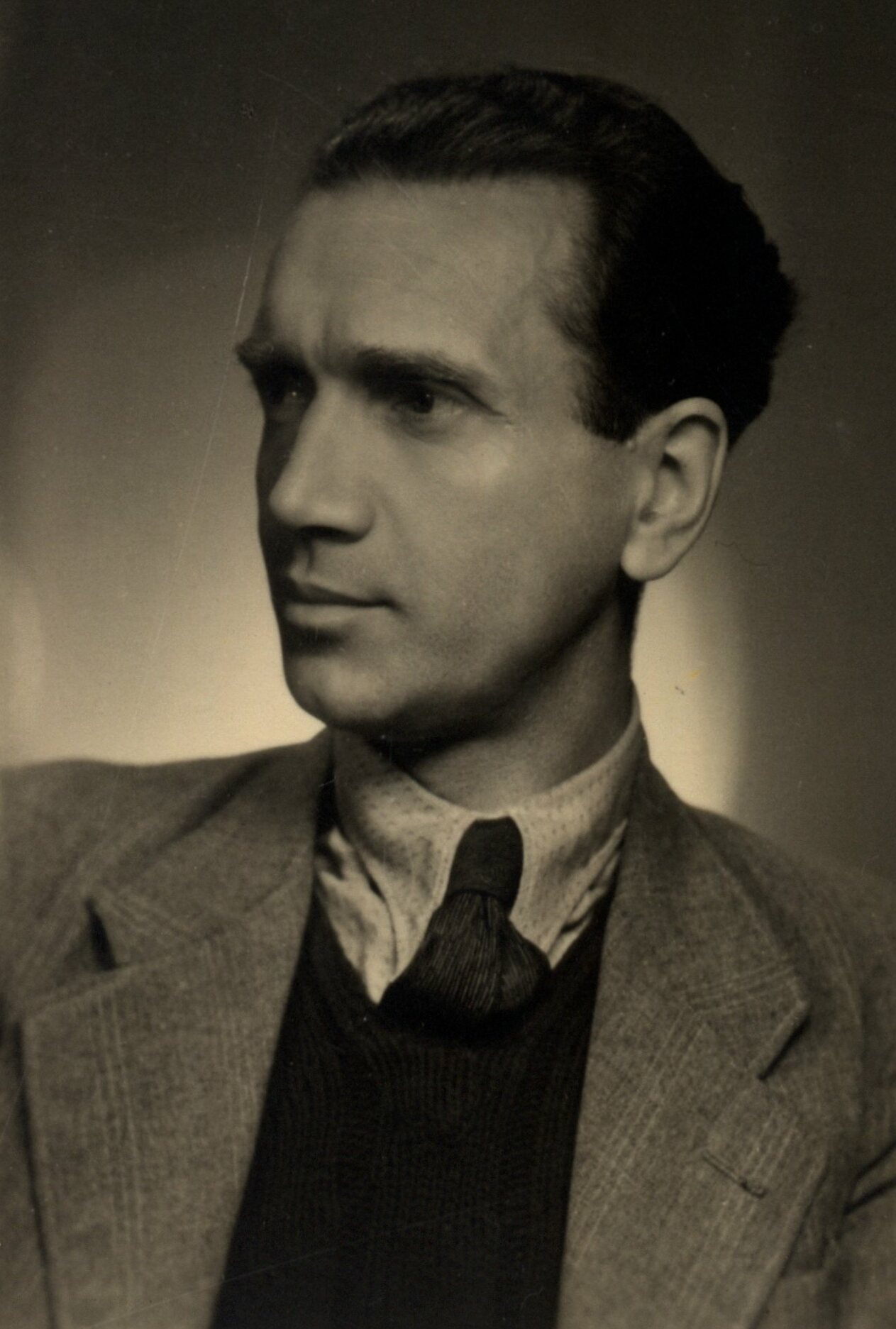
Artur Malawski

Artur Malawski (* 4. Juli 1904 in Przemyśl; † 26. Dezember 1957 in Krakau) war ein polnischer Komponist, Pädagoge und Dirigent.

## Leben
Malawski lernte zuerst Violine in Przemyśl. Von 1920 bis 1928 studierte er Violine an der Musikakademie Krakau bei Jan Chmielewski sowie Musiktheorie bei Bernardin Rizzi. Von 1927 bis 1933 konzertierte er in Krakau und in anderen Städten sowie im Polnischen Radio.
Nach einer Verletzung der linken Hand musste er seine Karriere als Violinist aufgeben. Von 1928 bis 1936 war er Professor für Violine und Musiktheorie am Konservatorium in Krakau, von 1929 bis 1930 auch an der Schlesischen Musikschule in Katowice, sowie von 1930 bis 1932 an der Mädchenschule in Krakau. 1932 war er Mitbegründer und aktives Mitglied der Gesellschaft Junger Musiker („Stowarzyszenie Młodych Muzyków“) in Krakau. Ab 1936 studierte er dann am Staatlichen Konservatorium für Musik der Musikakademie Warschau bei Kazimierz Sikorski (Komposition) und Walerian Bierdiajew (Dirigieren).
Nach dem Ausbruch des Zweiten Weltkriegs lebte er in Włodzimierz Wołyński, wo er Chor und Orchester des ukrainischen Musiktheaters leitete. 1940 ging er nach Tarnopol, wo er in der Musikschule als Violin- und Kammermusiklehrer tätig war. Danach lebte er in Lemberg und Lublin, wo er als Violinlehrer und Konzertveranstalter wirkte. Ab 1945 lehrte er auch Musiktheorie, Dirigieren und Komposition an der Staatlichen Hochschule für Musik in Krakau, wo er von 1951 bis 1952 auch die Abteilung Gesang der Opernklasse leitete. 1957 wurde zum Leiter der neu gegründeten Dirigierklasse ernannt. Von 1950 bis 1954 leitete er auch die Dirigierklasse an der Staatlichen Musikakademie Kattowitz. 1955 wurde er zum außerordentlichen Professor ernannt.
Artur Malawski bildete zahlreiche Komponisten und Dirigenten von Rang aus. Zu seinen Schülern zählen Janusz Ambros, Karol Anbild, Andrzej Cwojdziński, Andrzej Dobrowolski, Roman Haubenstock-Ramati, Jerzy Katlewicz, Tadeusz Machl, Stefan Marczyk, Krzysztof Missona, Krzysztof Penderecki, Witold Rowicki, Bogusław Schaeffer, Jerzy Semkow, Zdzisław Szostak.
Zwischen 1945 und 1957 trat er sporadisch auch als Dirigent auf. Sein Repertoire umfasste vor allem Werke der Klassik und Romantik, aber auch eigene Kompositionen. 1948 hatte er mit seinen Symphonischen Etüden („Etudy Symfoniczne“) für Klavier und Orchester auf dem Festival der Internationalen Gesellschaft für Neue Musik in Amsterdam großen Erfolg. 1945 bis 1948 trat er der Kommission des Hochschulprogramms am Kulturministerium bei. 1946 wurde er Mitglied und im Jahr 1957 war er Vorsitzender der Polnischen Gesellschaft Zeitgenössischer Musik („Polski Towarzystwo Muzyki Współczesnej“). Von 1951 bis 1954 war er Vorstandsmitglied im Verband Polnischer Komponisten („Związek Kompozytorów Polskich“).
Artur Malawski wurde mit zahlreichen Preisen und Ehrungen ausgezeichnet. Von 1962 bis 1982 fand alle zwei Jahre in Krakau ein Kompositionswettbewerb im Namen von Artur Malawski statt.

## Werke
- Streichquartett Nr 1 (1926)
- Bajka (Märchen) [Version I] für Violine und Klavier (1928)
- Andante, Recitativo Misterioso für Violine und Klavier (1928)
- Allegro Capriccioso für kleines Orchester (1929)
- Bajka (Märchen) [Version II] für Violine und Orchester (1932)
- Streichsextett (1932)
- Robot (Roboter) für Klavier (1933)
- Tor für Klavier (1933)
- Taniec Wschodni (Östlicher Tanz) für Klavier (1933)
- Synkopa für Klavier (1933)
- Wierchy Symphonische Skizze für Orchester bzw. Ballett-Pantomime für Solostimmen, Chor und Orchester (1934)
- Żywioły Tatr (Tryptyk Góralski) für Bläserquintett (1934)
- Sinfonietta für kleines Orchester (1935)
- Fuga W Starym Stylu A-Moll (Fuge in altem Stil) für kleines Orchester (1936)
- Fuga D-Dur für Streichtrio (1936)
- Fuga E-Moll für Streichquartett (1936)
- Fuga Podwójna G-Moll (Doppelfuge in g-Moll) für Streichquartett (1937)
- Wariacje (Variationen) für Orchester (1938)
- Burleska für Violine und Klavier (1940)
- Hucułka (Huzulischer Tanz) für Violine und Klavier (1941)
- Ukrainische Symphonie für Orchester (1941)
- Symphonie Nr 1 (1939–43)
- Streichquartett Nr 2 (1943)
- Mazurek für Klavier (1946)
- Pięć Miniatur (Fünf Miniaturen) für Klavier (1947)
- Toccata für kleines Orchester (1947)
- Etiudy Symfoniczne (Symphonische Etüden) für Klavier und Orchester (1948)
- Uwertura (Ouvertüre) für Orchester (1949)
- Toccata Z Fugą W Formie Wariacji (Toccata mit Variationsfuge) für Klavier und *Orchester (1949)
- Tryptyk Góralski [Version I] für Klavier (1949)
- Tryptyk Góralski [Version II] für kleines Orchester (1950)
- Andante und Allegreo für Violine und Klavier (1950)
- Mazurek für Violine und Klavier (1950)
- Sonata Na Tematy Feliksa Janiewicza (Sonate über Themen von Felix für Janiewicz) für Violine und Klavier (1951)
- Siciliana I Rondo Na Tematy Feliksa Janiewicza (Siciliana und Rondo über Themen von Felix für Janiewicz) für Violine und Klavier (1951)
- Suita Popularna für Orchester (1952)
- Klaviertrio (1953)
- Symfonia Nr 2 „Dramatyczna“ (Dramatische Symphonie) (1956)
- Hungaria 1956, Symphonische Musik für großes Orchester (1957)